# Le Cœur battant (film, 2013)
Pour plus de détails, voir Fiche technique et Distribution.
Le Cœur battant (Stop the Pounding Heart) est un film américain réalisé par Roberto Minervini, sorti en 2013.

## Fiche technique
- Titre original : Stop the Pounding Heart
- Titre français : Le Cœur battant
- Réalisation : Roberto Minervini
- Scénario : Roberto Minervini et Diego Romero
- Direction artistique : Roberto Minervini
- Photographie : Diego Romero
- Montage : Marie-Hélène Dozo
- Pays d'origine : États-Unis - Italie
- Format : Couleurs - 35 mm - 1,85:1 - Dolby Digital
- Genre : documentaire, drame
- Durée : 98 minutes
- Dates de sortie :
  -  France : 18 mai 2013 (Festival de Cannes 2013), 25 juin 2014 (sortie nationale)
  -  Italie : 5 décembre 2013

## Distribution
- Sara Carlson : Sara
- Colby Trichell : Colby
- Tim Carlson : Tim
- LeeAnne Carlson : LeeAnn
- Katarina Carlson : Katarina
- Christin Carlson : Christin
- Grace Carlson : Grace
- Linnea Carlson : Linnea
- Emma Carlson : Emma
- Timothy Carlson : Timothy
- Liberty Carlson : Liberty
- Noah Carlson : Noah
- Judah Carlson : Judah
- Seth Carlson : Seth
- Dixie Carlson : Dixie
- Todd Trichell : Todd
- Linda Trichell : Linda
- Curtis Trichell : Curtis
- Tanya Trichell : Tanya
- C.T. Trichell : C.T.
- Miranda Trichell : Miranda
- Ryder Trichell : Ryder

## Distinctions

### Récompenses
- 59e cérémonie des David di Donatello : David di Donatello du meilleur film documentaire]

### Sélections
- Festival de Cannes 2013 : sélection en Séances spéciales
- Festival international du film de Toronto 2013 : sélection en section Contemporary World Cinema
- Festival international du film de Thessalonique 2013 : sélection en section Open Horizons